# Mostra Internacional de Cinema de São Paulo
La Mostra Internacional de Cinema de São Paulo és un festival de cinema realitzat anualment en la ciutat de São Paulo, Brasil. És un esdeveniment cultural sense fins de lucre, realitzat per la ABMIC (Associação Brasileira Mostra Internacional de Cinema). L'estat de São Paulo i la ciutat estableixen el mes d'octubre com a mes oficial de la Mostra.

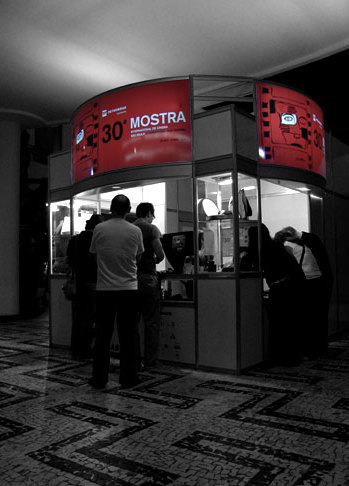

## Història
La seva creació data de 1977, quan el crític de cinema Leon Cakoff va voler celebrar els trenta anys de la fundació del Museu d'Art de São Paulo Assis Chateaubriand.
La primera edició de la Mostra Internacional de Cinema va tenir setze llargmetratges i set curts (de 17 països), presentats en 40 funcions en el Gran Auditori del MASP i va inaugurar la modalitat del vot del públic per a triar la millor pel·lícula, ritual que mai més va ser abandonat. El vencedor del Premi del Público va ser Lúcio Flávio, o passageiro da agonia, d'Héctor Babenco. En el seu moment el Jornal do Brasil va arribar a escriure que la Mostra era l'únic lloc del Brasil en el qual les persones tenien el dret de votar.

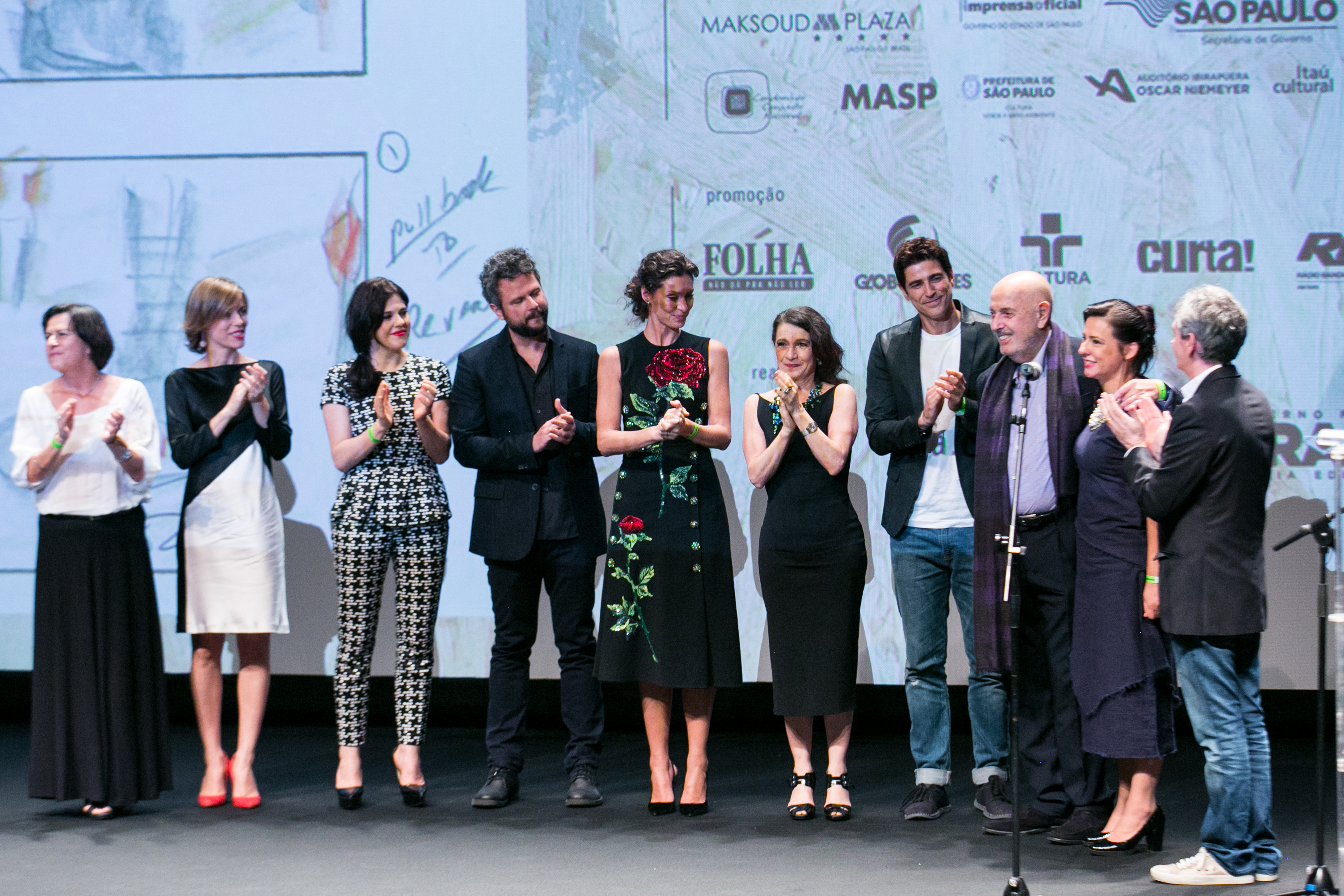
Apertura de la 39a Mostra

### Censura
En aquella època, el Brasil es trobava sota la dictadura militar, la qual cosa va fer que les primeres set edicions realitzades pel Departament de Cinema del MASP, dirigit per Cakoff, tinguessin moltes dificultats a causa de la censura imposada pel règim. Deslligada del museu el 1984, la mostra va desafiar a la censura iniciant un procés legal contra l'Estat, reivindicant el dret de presentar els films seleccionats directament al públic, sense censura prèvia, com ocorria fins aleshores.
La mostra va guanyar el procés legal, però malgrat estar en l'últim any de la dictadura (1984), la seva programació pública va ser suspesa en la primera setmana de la seva vuitena edició. La interrupció va durar quatre dies, temps suficient perquè els censuradors del Ministeri de Justícia, a càrrec d'Ibrahim Abi-Ackel, veiessin tots els films de la programació del festival. La truculència mostrada va tenir repercussió internacional i es va generar un faci fallida recentment per a l'edició següent, malgrat el procés de redemocratització pel qual el Brasil estava travessant amb la finalitat de la dictadura.
A partir de 1985, la mostra va deixar de passar per censura prèvia a causa d'un document oficial signat pel llavors ministre de Justícia Fernando Lyra, a comanda dels propis organitzadors de l'esdeveniment. La mesura de llei es va estendre a tot el territori brasiler, aïllant a partir d'aquest moment a altres festivals que incorporaven, de manera passiva, la censura prèvia en els seus reglaments. La victòria en la Justícia va fer que la novena Mostra Internacional de Cinema, realitzada entre el 15 i el 31 d'octubre de 1985, es dugués a terme sense censura.

### Història recent
La 29a Mostra Internacional de Cinema de São Paulo va tenir en el seu programa una selecció composta per 359 llargmetratges i 62 curts, totalitzant 1.159 funcions de cinema, repartides en 20 sales diferents.
La 30a Mostra Internacional de Cinema de São Paulo va tenir en el seu programa una selecció composta per 292 largmetrajes i 99 curts. La quantitat d'espectadors va ser de 220 mil.
La 31a Mostra Internacional de Cinema de São Paulo va ser realitzada del 19 d'octubre a l'1 de novembre de 2007.